# 船手頭
船手頭（ふなてがしら）は、江戸幕府の役職のひとつで、職制上は若年寄に属し、幕府の船舶の管理と海上運輸を掌った。役料は足高の制によれば七百石高である。

## 歴史
徳川家康の下で大坂の陣では豊臣方の海上輸送を阻止し、その働きから「武勇の人の勤場にして、水主同心を率いて、海水働の差引をする」と称された海賊衆だったが、幕府の支配体制が確立されると平時の役割が求められるようになる。そのために寛永9年（1632年）に船手頭が設置され、軍艦の管理と海上輸送に関わる事務をその役目とされた。また、1640年からは九州と四国への巡回もその役目に加わった。造船の役目も負っており、家光の命で御座船安宅丸を建造し、2度観艦式が行われた。その後、五代目将軍綱吉の代には安宅丸の解体役を命じられ、これを実行する役割も果たした。船手頭は1862年に制度が廃止され、軍艦奉行がその職務を引き継ぐことになる。

## 組織
海賊衆という前身から転じた者が多く、その特殊性から当初は世襲を認められた向井氏を始めとして、水運に関する技能を持つことが就任の条件となっていた。5名の定員は幕政の初期において、向井氏、間宮氏、九鬼氏、小浜氏、石川氏、小笠原氏らによって占められている。だが、時代が下るにつれ技能の必要性が薄れ、幕府の出世コースの一ポストという位置づけになった。船手頭の下には船手同心、船手水主、御召御船役といった役目のものたちが配されていた。基本としては船手頭1人につき、船手同心は30人、船手水主は50人がつけられたが、筆頭の向井氏は同心130名、水主84名と御召御船役を指揮した。

### 向井氏
向井氏は船手頭の筆頭とされる存在であり、唯一の世襲が許されたことと、御召御船役の上位に位置づけられていた点で特色があった。向井氏は武田系海賊衆に属していたが、武田氏の滅亡後は徳川家康に仕える。向井正綱は国一丸を与えられるとともに御船奉行に任じられ、その子の忠勝とともに大坂の陣では大野治長らと交戦した。その功により、向井氏は六千石の領地とともに100名の水主同心を抱えることが許され、徳川家光の代にはその人員は130名にまで増員される。向井氏は忠勝の五男、正方の系統によって幕末まで船手頭を受け継いだ。向井氏の管轄の船舶としては、将軍の乗船する御召船の天地丸を始め、天神丸、川口丸、武内丸などがあげられる。

## 造船

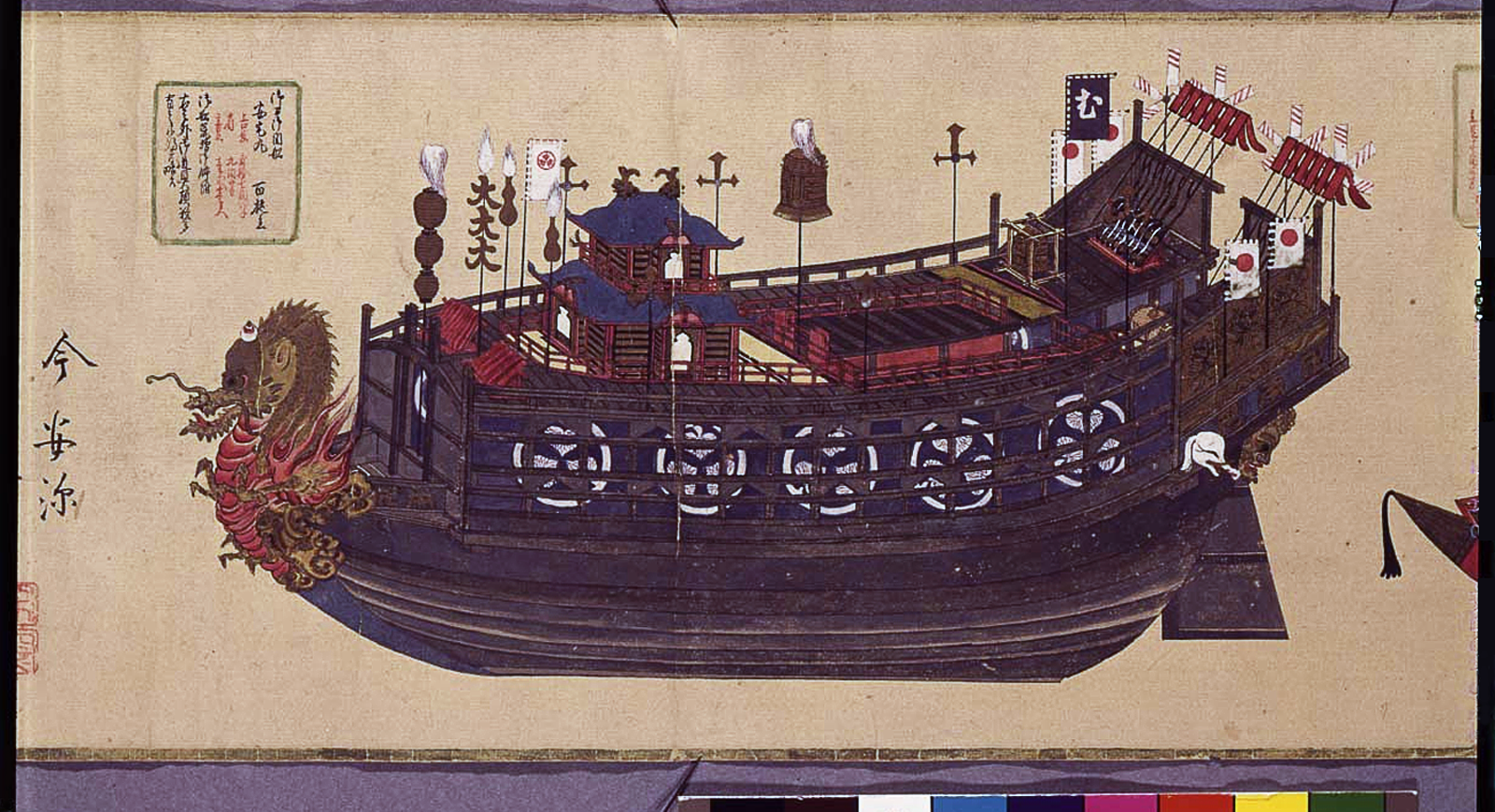
『御船図』安宅丸。19世紀の想像図。

寛永7年（1630年）、御召船として天地丸が家光の命で造られた。天地丸は全長28メートル、幅10.8メートル、高さ1.9メートル、櫓数は76丁という積載量千石の船舶であり、江戸の中期まで使用されることになる。家光は同年6月25日に観艦式を行い、天地丸に乗船して向井親子の功を賞し、配下の水主同心の数を130名に増員した。また、翌8年にはそれを大幅に上回る巨船安宅丸の造船に取り掛かり、寛永11年10月に完成した。その観艦式は寛永12年6月に執り行われ、安宅丸は30艘の船行列の旗艦として品川沖を航行した。その様子は「江戸図屏風」として現在に伝えられている。家光は安宅丸の威容と向井忠勝らの操船を称揚し、安宅丸に「天下丸」と称することを許す。しかし、安宅丸はその巨大さゆえに数百人の人員を要し、一説には10万石分に相当する費用がかかったことから、五代将軍綱吉の下で改革に着手した勝手掛老中堀田正俊によって天和2年（1682年）9月に解体された。解体役は建造を行った向井忠勝の孫にあたる向井正盛に命じられた。

## 海賊屋敷
船手頭の役屋敷は霊岸島にあり、船手頭の屋敷は日本橋兜町付近に集中している。これらの屋敷は、当時海賊屋敷と俗称を与えられていた。向井氏の屋敷内には源義家の兜塚があり、後の兜町の由来の一つになったと伝えられている。